# Helden der Unterwelt
Helden der Unterwelt (Originaltitel: Bad Company) ist ein US-amerikanischer Kriminalfilm aus dem Jahr 1931 von Tay Garnett mit Helen Twelvetrees und Ricardo Cortez in den Hauptrollen. Das Drehbuch des Pre-Code-Films basiert auf dem Roman Put on the Spot von Jack Lait.

## Handlung
Als Helen King Steve Carlyles Heiratsantrag annimmt, weiß sie nicht, dass er Anwalt eines Gangsterrings ist, der von dem despotischen, exzentrischen Goldie Gorio angeführt wird. Obwohl Steve versucht, sich aus seinen Verbindungen zur Unterwelt zu lösen, wird er durch Gewaltandrohungen gezwungen, weiterzumachen. Er erfährt, dass Helens reicher Bruder Markham der Kopf einer rivalisierenden Gang ist. In der Hoffnung, die schöne Helen zu beeindrucken, die nichts von Markhams illegalen Aktivitäten weiß, finanziert Gorio zunächst eine verschwenderische Hochzeit und kauft dem frisch vermählten Paar ein luxuriöses Apartment in Manhattan und andere Extravaganzen.
Mit der Zeit wird Helen misstrauisch gegenüber Steves Geschäftspartnern und Geschäften, aber Steve, der sie beschützen will, bestreitet jegliches Fehlverhalten. Gorio ist sich unterdessen bewusst, dass der US-Marshal McBaine seine illegale Bootsflotte beobachtet und auf eine Gelegenheit lauert, ihn zu töten. Er legt Steve eine Falle, indem er ihn an die Docks schickt. Während der Razzia wird Steve schwer verletzt und Helen, die endlich versteht, dass sie die Schwester und Ehefrau eines Gangsters ist, schwört, ihren Mann aus Gorios tödlichem Netz zu retten.
Gorio spürt, dass sein Territorium von seinem Rivalen bedroht wird und exekutiert kaltblütig Markham und seine Bande. Er flirtet offen mit Helen, die Interesse vortäuscht und sich bereit erklärt, ihn in seiner Wohnung zu treffen. Zur gleichen Zeit schleppt sich Steve aus seinem Krankenhausbett und macht sich, ebenfalls bewaffnet, auf den Weg zu Gorios Versteck. Nach einem erbitterten Maschinengewehrgefecht zwischen Gorios Bande und der Polizei tötet Helen Gorio in Steves Gegenwart und befreit ihren Mann endlich von seiner kriminellen Vergangenheit.

## Hintergrund
Gedreht wurde der Film ab Mitte Juni 1931 auf Santa Catalina Island sowie in den RKO-Studios in Culver City.
Im Februar 1931 wurde berichtet, dass Lili Damita zusammen mit Ricardo Cortez in dem Film die Hauptrolle spielen werde und Harry Joe Brown Regie führen solle.
Laut einem internen Memo von RKO empfahl Will H. Hays, Präsident der Motion Picture Producers and Distributors Association of America (MPPDA), dem Studio, zur Vermeidung von Zensurproblemen den kriminellen Aspekt der Figur Steve Carlyle stark herunterzuspielen und ihn bis zu den Schlussszenen nicht mit einer Waffe zu zeigen, damit der Film nicht „den Gangster verherrlicht“.
Die Premiere des Films fand am 2. Oktober 1931 statt.
Carroll Clark oblag die künstlerische Leitung. Gwen Wakeling war für das Kostümbild zuständig. George E. Diskant arbeitete als Kamera-Assistent, Joseph F. Biroc und Milton R. Krasner führten die zweite Kamera. Elmer Russell Ball war Standfotograf.

## Kritiken
Mordaunt Hall von der The New York Times schrieb, dass der Film gut genug Unterhaltung seiner Art sei, dass Maschinengewehre im Großen und Ganzen die wirkungsvollsten Szenen liefern und dass Ricardo Cortez seine Rolle wirkungsvoll spiele, wenn er in seinen wilderen Stimmungen auch ein wenig lächerlich werde, einem Mann den Schädel einschlage, weil er behauptet, ein Smoking habe normalerweise nur einen Knopf, oder zum mörderischen Irren werde, als eine Katze eine Gipsbüste von sich selbst vom Tisch stößt – dann sei er zumindest ehrlich amüsant.